# Neuhüttenalm (Bayrischzell)
Die Neuhüttenalm (auch: Köhler-Alm) ist eine Alm in der Gemeinde Bayrischzell.
Die Almhütte der Neuhüttenalm steht unter Denkmalschutz und ist unter der Nummer D-1-82-112-54 in die Bayerische Denkmalliste eingetragen.

## Baubeschreibung
Bei der Almhütte der Neuhüttenalm handelt es sich um einen erdgeschossigen Blockbau über Bruchsteinsockel mit Flachsatteldach. Das Gebäude ist über dem Eingang mit dem Jahr 1678 bezeichnet. Der Stall ist mit dem Jahr 1809 und die Firstpfette mit dem Jahr 1822 bezeichnet. In den Jahren 1950 und 2000 erfolgten Umbauten des Innenraums.
Die Hütte gilt nach dem Höllei-Kaser als zweitälteste Almhütte des Landkreises. Sie ist zudem die letzte Hütte in den bayerischen Alpen mit einer offenen Feuerstelle. Diese darf aus brandschutzrechtlichen Gesichtspunkten heute jedoch nicht mehr benutzt werden.

## Heutige Nutzung
Die Neuhüttenalm ist bestoßen und bewirtet.

## Lage
Die Neuhüttenalm befindet sich im Mangfallgebirge unterhalb des Seebergkopfs auf einer Höhe von 1230 m ü. NN.